# IWGP United States Heavyweight Championship
O IWGP United States Heavyweight Championship (em português: Campeonato dos pesos-pesados dos Estados Unidos da IWGP) é um campeonato de luta livre profissional de propriedade e promovido pela promoção New Japan Pro Wrestling (NJPW). "IWGP" é o acrônimo do corpo governante da NJPW, o International Wrestling Grand Prix (インターナショナル·レスリング·グラン·プリ, intānashonaru resuringu guran puri). O título foi anunciado oficialmente em 12 de maio de 2017, e o campeão inaugural foi coroado no fim de semana de 1 e 2 de julho de 2017, durante os shows do NJPW G1 Special in USA em Long Beach, Califórnia. O atual campeão é Kenny Omega que está em seu segundo reinado.

## História
Em 12 de maio de 2017, durante a terceira noite da turnê War of the Worlds, co-produzida pela New Japan Pro Wrestling (NJPW) e Ring of Honor (ROH), o embaixador da NJPW nos Estados Unidos George Carroll anunciou a criação do IWGP United States Championship. No dia seguinte, a NJPW revelou o nome oficial do título como IWGP United States Heavyweight Championship. O título é parte de um plano de expansão no território americano, plano que a NJPW tornou público nos meses anteriores ao anúncio. Foram feitos planos para realizar turnês prolongadas nos Estados Unidos, tendo a Califórnia como base, a partir de 2018. O plano foi uma resposta direta à WWE, que levou quatro lutadores da NJPW em janeiro de 2016. Tetsuya Naito observou como o novo título tinha exatamente o mesmo conceito que o IWGP Intercontinental Championship, que havia sido estabelecido durante a turnê de NJPW nos Estados Unidos em maio de 2011, promovido em conjunto com a Jersey All Pro Wrestling (JAPW). O presidente da NJPW, Naoki Sugabayashi, afirmou que queria que o título fosse defendido nos futuros eventos do NJPW nos EUA, bem como nos eventos realizados pela ROH. O cinturão do título foi feito em vermelho para distingui-lo do IWGP Heavyweight Championship (preto) e do IWGP Intercontinental Championship (branco).

### Torneio inaugural

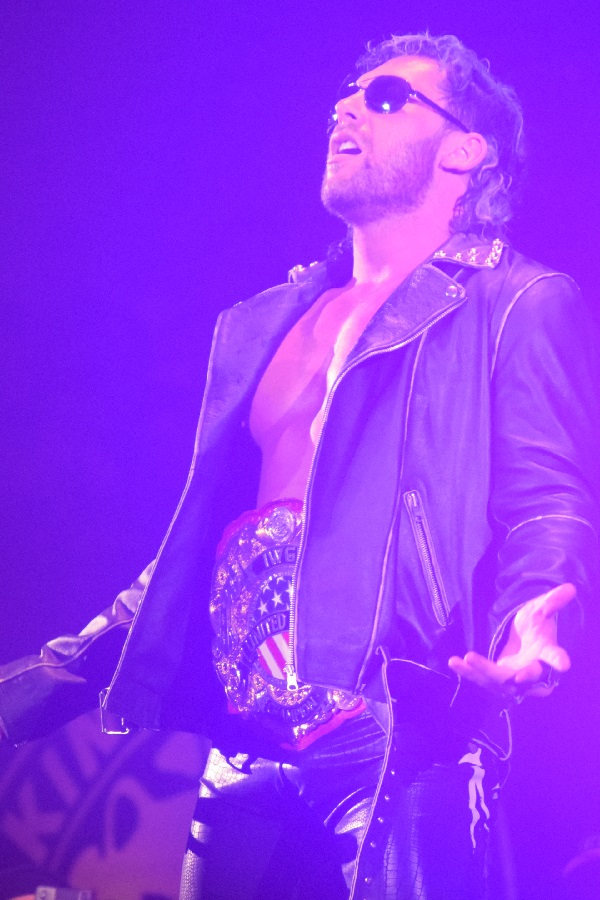
Kenny Omega, o vencedor do torneio e campeão inaugural, com o cinturão do título em novembro de 2017

O primeiro campeão seria coroado em um torneio realizado nos dias 1 e 2 de julho de 2017, durante o evento da NJPW G1 Special in EUA, realizado em Long Beach, Califórnia. Foi originalmente anunciado como um torneio em formato de todos contra todos, Dave Meltzer, do Wrestling Observer Newsletter, informou que o torneio ocorreria em um formato de eliminação direta, afirmando que havia um "erro de tradução". Jay Lethal foi o primeiro participante a ser anunciado para o torneio em 12 de maio. Em 18 de maio, Hangman Page foi oficialmente adicionado ao torneio. Os outros seis participantes apareceram na tabela do torneio, confirmando o formato de eliminação direta, sendo revelados em 12 de junho. Na final do torneio, Kenny Omega derrotou Tomohiro Ishii para se tornar o primeiro Campeão dos Pesos-Pesados dos Estados Unidos da IWGP.
|  | Quartas de final | Quartas de final |                |       | Semifinais | Semifinais |  |  | Final | Final |
|  |                  |                  |                |       |            |            |  |  |       |       |
|  |                  |                  |                |       |            |            |  |  |       |       |
|  |                  |                  |                |       |            |            |  |  |       |       |
|  | Michael Elgin    | 22:31            |                |       |            |            |  |  |       |       |
|  | Michael Elgin    | 22:31            |                |       |            |            |  |  |       |       |
|  | Kenny Omega      | Pin              |                |       |            |            |  |  |       |       |
|  | Kenny Omega      | Pin              | Kenny Omega    | Pin   |            |            |  |  |       |       |
|  |                  |                  | Kenny Omega    | Pin   |            |            |  |  |       |       |
|  |                  | Jay Lethal       | 12:56          |       |            |            |  |  |       |       |
|  | Jay Lethal       | Jay Lethal       | 12:56          | Pin   |            |            |  |  |       |       |
|  | Jay Lethal       |                  |                | Pin   |            |            |  |  |       |       |
|  | Hangman Page     | 08:30            |                |       |            |            |  |  |       |       |
|  | Hangman Page     | 08:30            | Kenny Omega    | Pin   |            |            |  |  |       |       |
|  |                  |                  | Kenny Omega    | Pin   |            |            |  |  |       |       |
|  |                  | Tomohiro Ishii   | 31:20          |       |            |            |  |  |       |       |
|  | Juice Robinson   | Tomohiro Ishii   | 31:20          | 10:04 |            |            |  |  |       |       |
|  | Juice Robinson   |                  |                | 10:04 |            |            |  |  |       |       |
|  | Zack Sabre Jr.   | Sub              |                |       |            |            |  |  |       |       |
|  | Zack Sabre Jr.   | Sub              | Zack Sabre Jr. | 11:42 |            |            |  |  |       |       |
|  |                  |                  | Zack Sabre Jr. | 11:42 |            |            |  |  |       |       |
|  |                  | Tomohiro Ishii   | Pin            |       |            |            |  |  |       |       |
|  | Tomohiro Ishii   | Tomohiro Ishii   | Pin            | Pin   |            |            |  |  |       |       |
|  | Tomohiro Ishii   |                  |                | Pin   |            |            |  |  |       |       |
|  | Tetsuya Naito    | 15:51            |                |       |            |            |  |  |       |       |
|  | Tetsuya Naito    | 15:51            |                |       |            |            |  |  |       |       |

## Reinados
| #           | Ordem de reinados na história                    |
| Reinado     | O número de reinados de cada lutador             |
| Localização | A cidade em que o título foi conquistado         |
| Evento      | O evento em que o título foi conquistado.        |
| —           | Usados para o tempo em que o título estava vago. |
| +           | Indica o reinado atual.                          |

| Nº | Campeão           | Mudança de campeão      | Mudança de campeão               | Mudança de campeão      | Estatísticas do reinado | Estatísticas do reinado | Estatísticas do reinado | Notas | Ref.   |
| Nº | Campeão           | Data                    | Evento                           | Local                   | Reinado                 | Dias                    | Defesas                 | Notas | Ref.   |
| -- | ----------------- | ----------------------- | -------------------------------- | ----------------------- | ----------------------- | ----------------------- | ----------------------- | --- | ------ |
| 1  | Kenny Omega       | 2 de julho de 2017      | G1 Special in USA                | Long Beach, Califórnia  | 1                       | 210                     | 4                       | Derrotou Tomohiro Ishii na final do torneio para definir o campeão inaugural.                                                                                            | [ 12 ] |
| 2  | Jay White         | 28 de janeiro de 2018   | The New Beginning in Sapporo     | Sapporo, Japão          | 1                       | 160                     | 3                       | | [ 13 ] |
| 3  | Juice Robinson    | 7 de julho de 2018      | G1 Special in San Francisco      | Daly City, Califórnia   | 1                       | 85                      | 0                       | | [ 14 ] |
| 4  | Cody              | 30 de setembro de 2018  | Fighting Spirit Unleashed        | Long Beach, Califórnia  | 1                       | 96                      | 0                       | | [ 15 ] |
| 5  | Juice Robinson    | 4 de janeiro de 2019    | Wrestle Kingdom 13 in Tokyo Dome | Tóquio, Japão           | 2                       | 152                     | 3                       | | [ 16 ] |
| 6  | Jon Moxley        | 5 de junho de 2019      | Best of the Super Jr. 26: Final  | Tóquio, Japão           | 1                       | 130                     | 0                       | | [ 17 ] |
| —  | Vago              | 13 de outubro de 2019   | —                                | —                       | —                       | —                       | —                       | Vago após Moxley não ter conseguido lutar em uma defesa de título programada no King of Pro-Wrestling devido a problemas de viagem decorrentes do tufão Hagibis.         | [ 18 ] |
| 7  | Lance Archer      | 14 de outubro de 2019   | King of Pro-Wrestling            | Tóquio, Japão           | 1                       | 82                      | 1                       | Derrotou Juice Robinson em um combate No DIsqualification para vencer o título vago                                                                                      | [ 19 ] |
| 8  | Jon Moxley        | 4 de janeiro de 2020    | Wrestle Kingdom 14               | Tóquio, Japão           | 2                       | 564                     | 5                       | Derrotou Lance Archer em uma Texas Deathmatch. | [ 20 ] |
| 9  | Lance Archer      | 21 de julho de 2021     | AEW Fyter Fest Noite 1           | Garland, Texas          | 2                       | 24                      | 1                       | Derrotou Jon Moxley em uma Texas Deathmatch. | [ 21 ] |
| 10 | Hiroshi Tanahashi | 14 de agosto de 2021    | Resurgence                       | Los Angeles, California | 1                       | 84                      | 1                       | | [ 22 ] |
| 11 | Kenta             | 6 de novembro de 2021   | Power Struggle                   | Osaka, Japão            | 1                       | 60                      | 0                       | | [ 23 ] |
| 12 | Hiroshi Tanahashi | 5 de janeiro de 2022    | Wrestle Kingdom 16 Noite 2       | Tokyo, Japão            | 2                       | 45                      | 0                       | Derrotou Kenta em um combate No DIsqualification para vencer o título | [ 24 ] |
| 13 | Sanada            | 19 de fevereiro de 2022 | New Years Golden Series          | Sapporo, Japão          | 1                       | 49                      | 0                       | | [ 25 ] |
| —  | Vago              | 9 de abril de 2022      | —                                | —                       | —                       | —                       | —                       | Vago depois que Sanada sofreu uma fratura de osso orbital |        |
| 14 | Hiroshi Tanahashi | 1 de maio de 2022       | Wrestling Dontaku                | Fukoka, Japão           | 3                       | 13                      | 0                       | | [ 26 ] |
| 15 | Juice Robinson    | 14 de maio de 2022      | Capital Collision                | Washington, D.C.        | 3                       | 28                      | 0                       | | [ 27 ] |
| —  | Vago              | 11 de junho de 2022     | —                                | —                       | —                       | —                       | —                       | O título foi declarado vagi depois que Juice Robinson não conseguiu lutar em uma defesa de título programada no Dominion 6.12 em Osaka-jo Hall devido a uma apendicite . | [ 28 ] |
| 16 | Will Ospreay      | 12 de junho de 2022     | Dominion 6.12 in Osaka-jo Hall   | Osaka, Japão            | 1                       | 206                     | 4                       | Derrotou Sanada para vencer o título vago. | [ 29 ] |
| 17 | Kenny Omega       | 4 de janeiro de 2023    | Wrestle Kingdom 17               | Tokyo, Japão            | 2                       | 802+                    | 1                       | | [ 30 ] |

## Reinados combinados

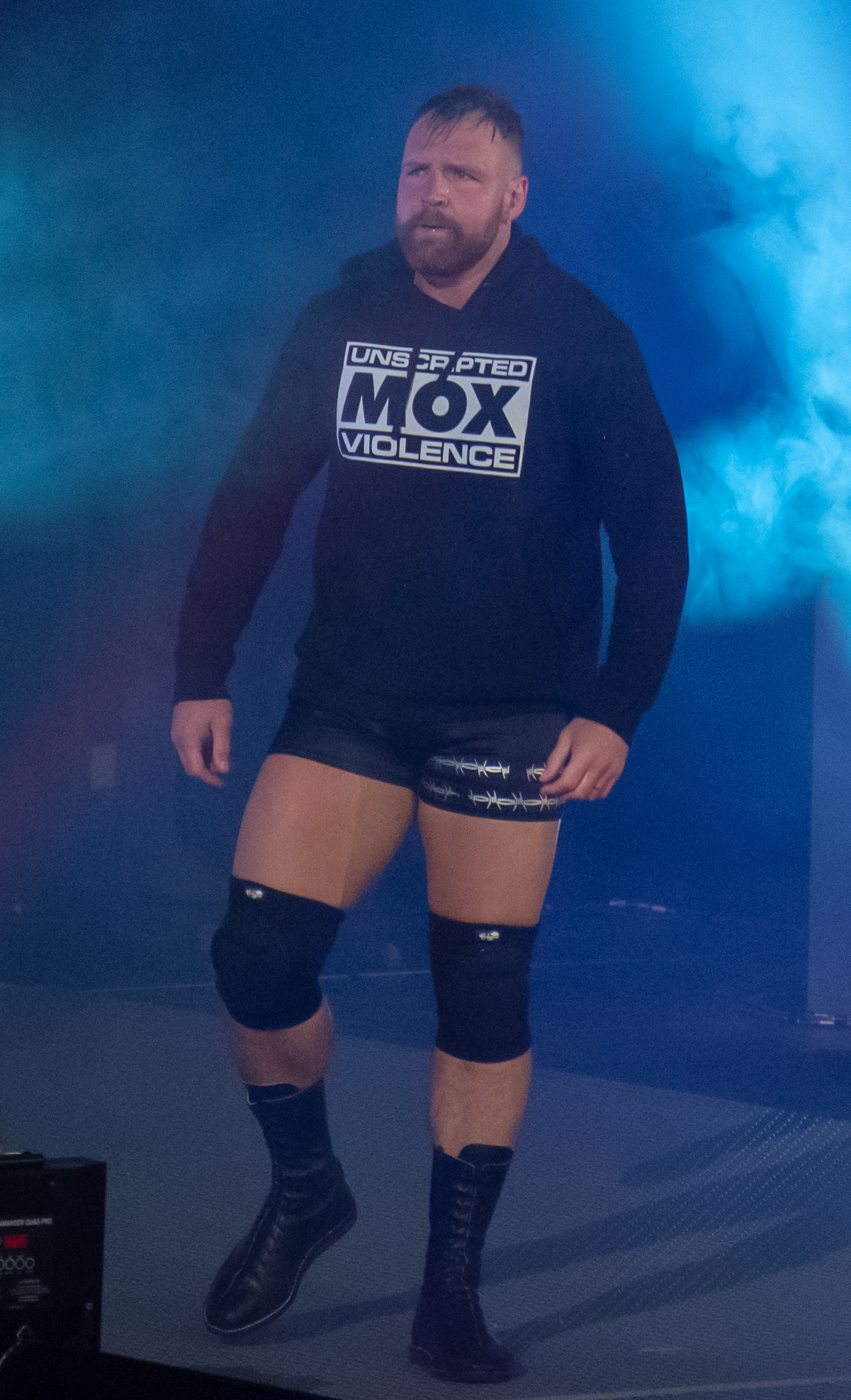
O segundo reinado de Jon Moxley é o mais longo da história do título com 564 dias, ele também detém o recorde de reinado combinado mais longo com 694 dias.

|  | Indica o atual campeão |

| Pos. | Campeão           | Nº de reinados | Defesas combinadas | Dias combinados |
| ---- | ----------------- | -------------- | ------------------ | --------------- |
| 1    | Jon Moxley        | 2              | 5                  | 694             |
| 2    | Kenny Omega       | 2              | 5                  | 1012+           |
| 3    | Juice Robinson    | 3              | 5                  | 237             |
| 4    | Will Ospreay      | 1              | 4                  | 206             |
| 5    | Jay White         | 1              | 3                  | 160             |
| 6    | Hiroshi Tanahashi | 3              | 2                  | 142             |
| 7    | Lance Archer      | 2              | 1                  | 106             |
| 8    | Cody              | 1              | 0                  | 96              |
| 9    | Kenta             | 1              | 0                  | 60              |
| 10   | Sanada            | 1              | 0                  | 49              |